# Sunsera
Sunsera (nep. सुनसेरा) – gaun wikas samiti w zachodniej części Nepalu w strefie Mahakali w dystrykcie Darchula. Według nepalskiego spisu powszechnego z 2001 roku liczył on 545 gospodarstw domowych i 3211 mieszkańców (1608 kobiet i 1603 mężczyzn).